# Nederlandse kampioenschappen schaatsen
Al in 1887 vond in Slikkerveer een open Nederlands kampioenschap schaatsen plaats: de mannen reden een Nederlandse mijl. In de finale versloeg de Engelsman Charles Tebbit de Nederlanders Willem-Jan van Vollenhoven, de grootvader van Pieter van Vollenhoven, en Klaas Pander. Het eerste Nederlands kampioenschap allround voor mannen onder de auspiciën van de Koninklijke Nederlandsche Schaatsenrijders Bond (KNSB) vond plaats in 1901 in Leeuwarden. Winnaar werd Eeko Banning.
De Nederlandse kampioenschappen allround voor vrouwen worden georganiseerd sinds 1955. Het eerste toernooi was een officieus toernooi, waarin slechts drie afstanden werden verreden (de 500, 1000 en 1500 meter). Van 1956 tot en met 1982 werd gestreden in de vorm van de minivierkamp, die bestaat uit de 500, 1000, 1500 en 3000 meter. Vanaf 1983 rijden de vrouwen de gewone kleine vierkamp.
Sinds 1969 bestaat er een Nederlands kampioenschap sprint en vanaf 1987, exact 100 jaar na het eerste kampioenschap, worden er ook Nederlandse kampioenschappen per afstand georganiseerd.

## Kampioenschappen
Kortebaan
Nederlandse kampioenschappen kortebaanschaatsen (alleen als er in Nederland natuurijs is)
Nederlandse kampioenschappen schaatsen supersprint
Kunstschaatsen
Nederlandse kampioenschappen kunstschaatsen
Langebaan
NK Afstanden mannen en vrouwen
NK Allround mannen en vrouwen
NK Sprint mannen en vrouwen
Nederlandse kampioenschappen schaatsen junioren
Nederlandse kampioenschappen schaatsen neo-senioren
Nederlandse kampioenschappen schaatsen massastart
Marathon
Nederlandse kampioenschappen marathonschaatsen op kunstijs
Nederlandse kampioenschappen marathonschaatsen op natuurijs (alleen als er in Nederland natuurijs is)
Open Nederlandse kampioenschappen marathonschaatsen op natuurijs (wordt in het buitenland verreden)
Schoonrijden
Nederlandse kampioenschappen schoonrijden op natuurijs
Shorttrack
Nederlands kampioenschap shorttrack
Den Haag 1991 · 
Deventer 1992 · 
Groningen 1993 · 
Utrecht 1994 · 
Alkmaar 1995 · 
Deventer 1996 · 
Deventer 1997 · 
Utrecht 1998 · 
Utrecht 1999 · 
Utrecht 2000 · 
Groningen 2001 · 
Deventer 2002 · 
Assen 2003 · 
Assen 2004 · 
Assen 2005 · 
Alkmaar 2006 · 
Groningen 2007 · 
Breda 2008 · 
Enschede 2009 · 
Hoorn 2010 · 
Enschede 2011 · 
Tilburg 2012 · 
Den Haag 2013 · 
Hoorn 2014 · 
Tilburg 2015 · 
Den Haag 2016 · 
Breda 2017 · 
Groningen 2018 · 
Deventer 2019 · 
Amsterdam 2020 · 
2021 ·
Alkmaar 2022 ·
Tilburg 2023 ·
Tilburg 2024 ·
Eindhoven 2025